# Unión de Rugby del Sur
La Unión de Rugby del Sur es la unión encargada del desarrollo del rugby en la parte sur del interior de la provincia de Buenos Aires, así como de parte de la provincia de La Pampa en Argentina y clubes de la ciudad de Viedma, capital de Río Negro.
La unión tiene su sede en Bahía Blanca y fue fundada en 1954 con 5 clubes: Albatros, Avestruces, Indo 9, Los Pingüinos y Oxford. Está afiliada a la UAR, participando del Campeonato Argentino de Rugby, que esta misma organiza, encontrándose actualmente la Zona Ascenso A. Los mejores clubes participan del Torneo Regional Pampeano, que es clasificatorio al Torneo Nacional de Clubes y  el Torneo del Interior.

## Clubes
Actualmente cuenta con los siguientes equipos afiliados de Bahía Blanca y la zona.
- Rugby UNS (Bahía Blanca)
- Anguil Rugby Club (Anguil)
- Centro Naval (Bahía Blanca)
- Club Sociedad Sportiva (Bahía Blanca)
- Club Universitario de Rugby (Bahía Blanca)
- Club El Nacional (Bahía Blanca)
- Club Argentino (Bahía Blanca)
- Palihue Rugby Hockey Club (Bahía Blanca)
- Espora Rugby Club (Base Espora)
- Club Atlético Juarense (Benito Juárez)
- Catriló Rugby Club (Catriló)
- Coronel Suárez Rugby & Hockey Club (Coronel Suárez)
- Las Orcas Rugby Club (Monte Hermoso)
- Puerto Belgrano Rugby Club (Base Naval Puerto Belgrano)
- Punta Alta Rugby Club (Punta Alta)
- Santa Rosa Rugby Club (Santa Rosa)
- Los Zorros Rugby Club (Toay)
- Club Cazadores de Tres Arroyos
- Tres Arroyos Rugby Hockey Club (Tres Arroyos)
- Club Atlético Sol de Mayo (Viedma)
- Awkanes Rugby Club (Viedma)